# Verde pistacchio
Il verde pistacchio è una tonalità del colore verde somigliante al seme di pistacchio.